# Philipp Blom
Philipp Blom és un historiador, novel·lista, periodista i traductor. Va néixer l'any 1970 a Hamburg, Alemanya, i va estudiar a Viena i a Oxford. S'ha doctorat en Història Moderna per la Universitat d'Oxford. Després de viure i treballar a Londres i a Paris ha fixat la seva residència a Viena.
El seu treball històric inclou To Have and To Hold, i la and Encyclopédie (US edition: Enlightening the World), a history of the Encyclopaedia by Diderot and d'Alembert that sparked the Enlightenment in France. The Vertigo Years, a cultural history of the era 1900 to 1914 in Europe and the United States was recently published in London.
Blom ha publicat dues novel·les: The Simmons Papers i Luxor (en alemany).
També ha publicat una guia autoritzada sobre els vins Austríacs, The Wines of Austria, i una traducció anglesa de Geert Mak's Amsterdam (1999).
Com a periodista, Blom ha escrit per al Times Literary Supplement, The Financial Times, The Independent, The Guardian, i el Sunday Telegraph al Regne Unit, per a diverses publicacions de parla alemanya (Neue Züricher Zeitung, Frankfurter Allgemeine Zeitung, Die Zeit, Süddeutsche Zeitung, Financial Times Deutschland, Berliner Zeitung, Der Standard, Die Tageszeitung), i per al Vrij Nederland als Països Baixos, a banda d'altres revistes i diaris, la BBC i cadenes de ràdio alemanyes. Actualment presenta un programa cultural en directe, "Von Tag zu Tag", a l'estació Ö1 de la ràdio d'Àustria.
Recentment, Blom ha escrit el llibret per a una òpera, Soliman, un projecte amb el compositor Joost van Kerkhooven, i ha traduït per a produccions escèniques (The Producers per al Etablissement Ronacher, i La Colombe [a Gounod opera] per al Schonbrunn Theatre, Vienna).

## Publicacions en Ordre Cronològic
Blom, Philipp. The Simmons Papers, Faber & Faber, London, 1995

Blom, Philipp. Die Simmons Papiere, Berlin Verlag, Berlin, 1997

Blom, Philipp. The Wines of Austria, Faber & Faber, London, 2000

Blom, Philipp. To Have and to Hold: An Intimate History of Collectors and Collecting, Allen Lane/Penguin, 2002 (Translations and foreign editions: USA, Brazil, South Korea, Germany, France)

Blom, Philipp. Encyclopédie, El triunfo de la razón en tiempos modernos, Anagrama, 2007

Blom, Philipp. Luxor, Tisch 7, Cologne, 2006

Blom, Philipp. The Wines of Austria, Mitchell Beazley, London, 2006

Blom, Philipp. The Vertigo Years: Change and Culture in the West, 1900-1914, Weidenfeld & Nicolson, London, 2008 (Foreign editions: USA, Canada, Germany, Spain, Netherlands)